# Ex libris

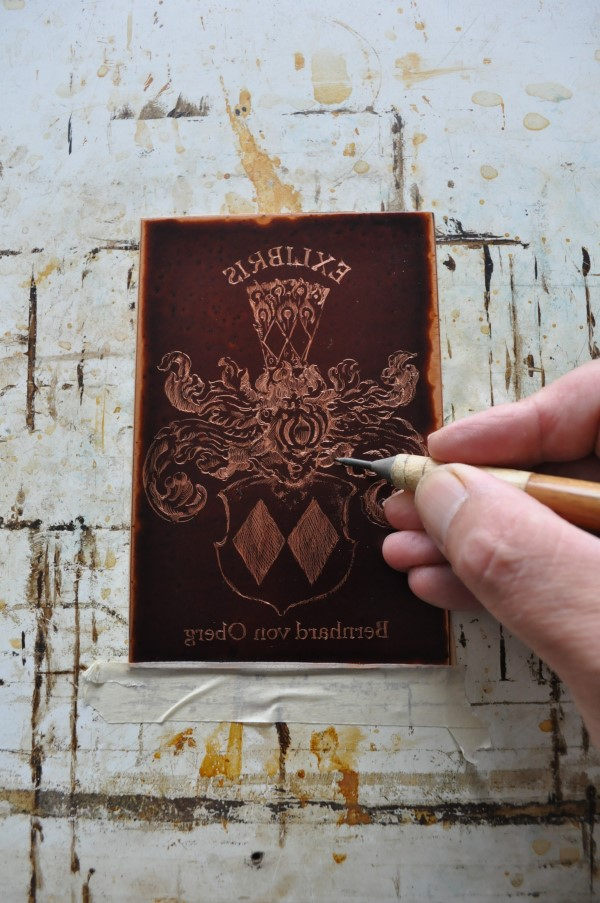
Gravarea negativului pentru imprimarea unei serii de „Ex libris”

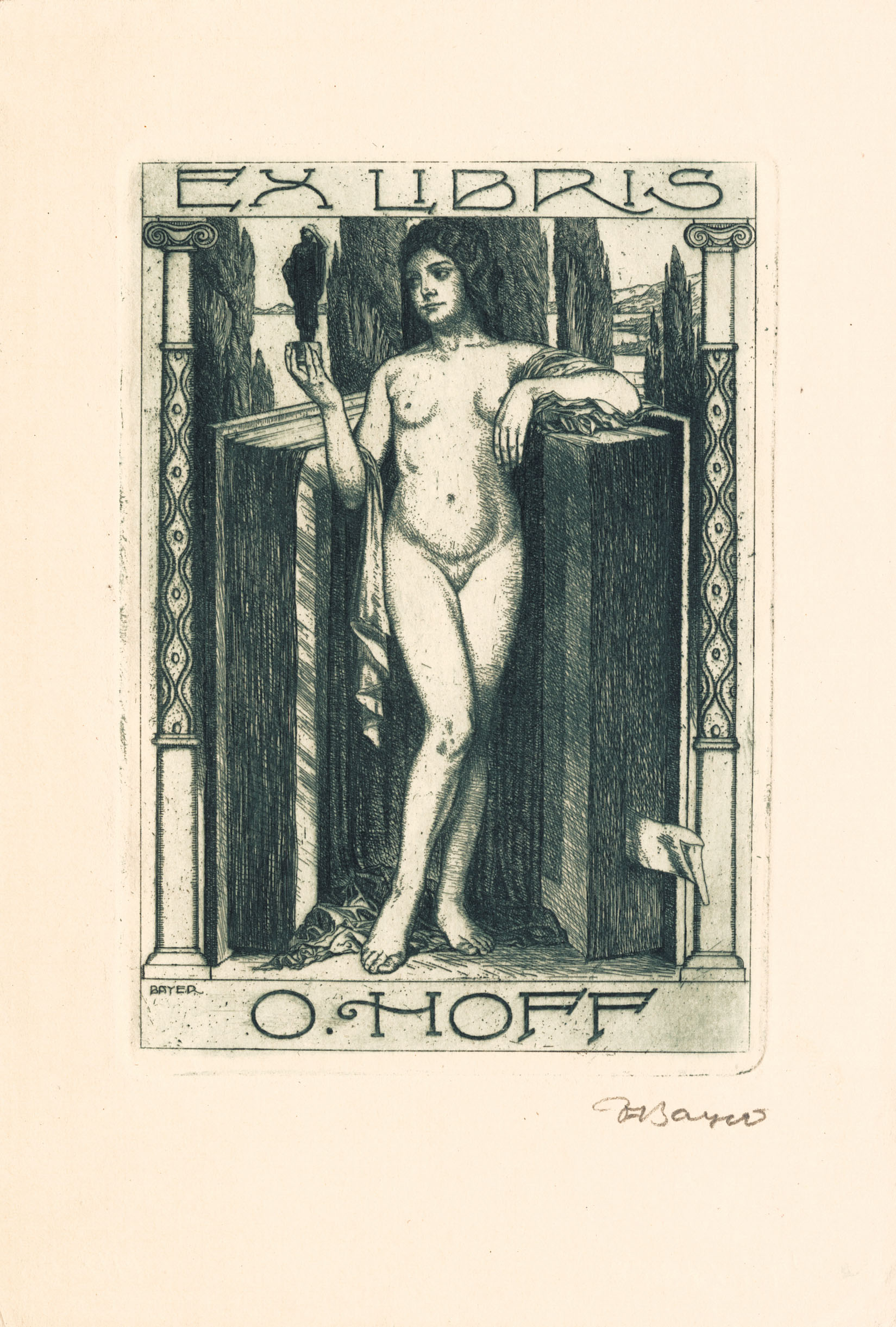
Ex libris

Ex libris (în latină: [Carte] între cărți) este un însemn de apartenență a unei cărți la o anume bibliotecă, particulară sau publică. Formularea „ex libris“ urmată de numele proprietarului are înțelesul „(această carte face parte) dintre cărțile (lui …).
Ex libris pot fi scrise de mână sau aplicate ca diferite tipuri de etichete. Adesea acestea sunt imagini care denotă numele colecționarului sau al bibliofilului. Graficienii și pictorii au transformat aceste însemne în adevărate opere de artă. Se organizează expoziții și concursuri de ex librisuri.
În trecut, ex libris era aproape exclusiv folosit numai de către elite, astăzi fiind însă mult mai larg răspândit, putând fi o ștampilă, un abțibild sau o bucată de hârtie care este ulterior lipită în carte. Se recomandă ca un ex libris să fie făcut din hârtie alcalină, cu conținut scăzut de lignină, și să fie atașat cu un adeziv stabil, reversibil, de preferat pastă de orez sau grâu, sau metilceluloză.